# Токарев, Евгений Павлович
Евге́ний Па́влович То́карев (30 ноября 1937, раб. пос. Поньга (в составе города Онега), Архангельская область, СССР — 7 мая 2008, Онега, Архангельская область, Россия) — советский и российский русский поэт, журналист. Член Союза журналистов СССР (1967) и Союза писателей России (1996). Лауреат областной литературной премии имени Н. М. Рубцова (1994). Почётный гражданин города Онеги и Онежского района (2002).

## Биография
Евгений Павлович Токарев родился 30 июля 1937 года в посёлке Поньга города Онеги Архангельской области и был одним из четырёх сыновей в семье рабочего местного лесозавода № 34. В 1952 году окончил семилетнюю школу в Поньге, 8-й класс — в Онеге, затем поступил в Исакогорское речное училище, которое окончил в 1955 году со специальностью «рулевой речного флота». После учёбы отработал три навигации рулевым-мотористом на судах на Северной Двине, Вычегде, Сухоне, зимой работал плотником на лесозаводе, участвовал в строительстве заводского клуба.
С 1957 по 1959 годы проходил срочную службу в артиллерийских войсках Северного флота, окончил школу сержантов, был командиром орудия. После службы в армии вернулся на лесозавод № 34, позднее работал инструктором Онежского райкома комсомола, одновременно с этим получил среднее образование в вечерней школе в Онеге.
В 1965 году был приглашён корреспондентом в редакцию районной газеты «Советская Онега» (ныне — «Онега»). Также заочно окончил отделение русского языка и литературы Архангельского педагогического института имени М. В. Ломоносова (1967), после чего некоторое время поработал учителем в Онежской средней школе № 3 (Поньга). Однако вскоре окончательно связал свою судьбу с «Советской Онегой», в которой проработал более 40 лет.